# バビロン (レーベル)
バビロンは、日本のビデオメーカーであるジャパンホームビデオ株式会社(JHV)のアダルトビデオ制作レーベルである。バビロンを含むJHVの各アダルトレーベルはJHVからは独立したメディア展開を行っている。沿革等についてはジャパンホームビデオを参照。
「人間廃業」シリーズや「逆ソープ天国」シリーズなどで知られる。
復刻版や総集編の扱いから、現在では実質的に「アリスJAPAN」レーベルに吸収されているらしい。